# De Aar

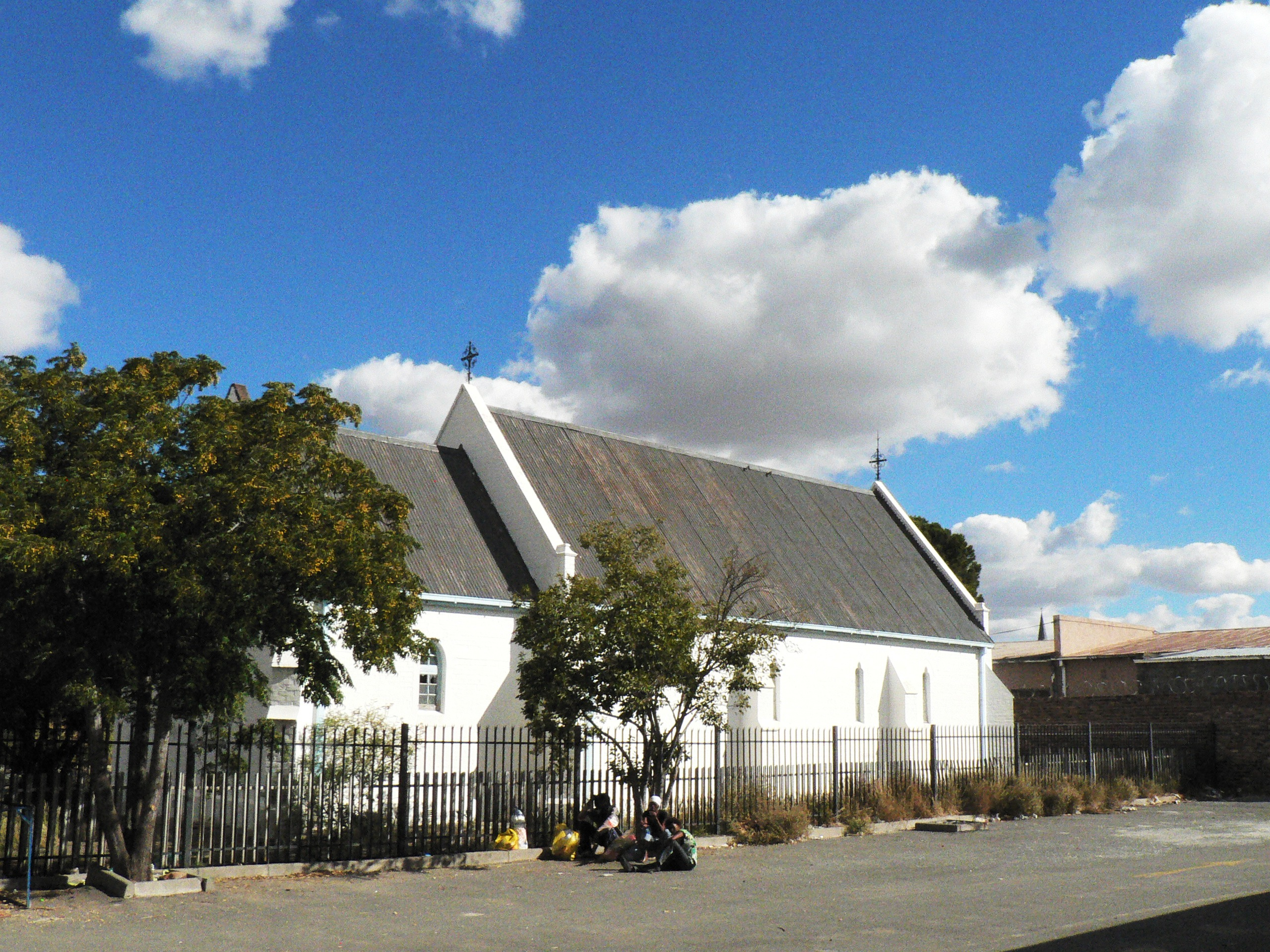
Kerk van St. Paulus in De Aar

De Aar is een stadje gelegen in de gemeente Emthanjeni in de centrale regio Karoo in de Zuid-Afrikaanse provincie Noord-Kaap. Het ligt 50 km oostelijk van Britstown aan de nationale weg N10. In De Aar is het op een na belangrijkste spoorwegkruispunt van Zuid-Afrika gelegen aan de lijn tussen Kaapstad en Kimberley. De spoorlijnen van de West-Kaap en Oost-Kaap, Gauteng, Zimbabwe en Namibië komen hier samen. Het is qua grootte de derde nederzetting in de provincie Noord-Kaap. De plaats is ook een belangrijk commercieel distributiecentrum voor een groot deel van de centrale Karoo. Belangrijke productieactiviteiten behelzen onder meer wolproductie en veehouderij. Het gebied is ook populair als jachtgebied, ondanks het feit dat de streek redelijk dor is. De Aar heeft een woestijnklimaat, met warme zomers (met hete dagen en koele nachten) en koele winters.

## Geschiedenis
Reeds in 1837 zijn in de streek de eerste boerderijen uitgemeten. Een van deze boerderijen was "De Aar", genoemd naar een ondergrondse krachtige waterader die daar was gevonden.
De Cape Government Railways werden in 1872 opgericht en de route die de overheid gekozen had voor de spoorlijn om Kaapstad te verbinden met de diamantvelden van Kimberley ging direct door de boerderij De Aar. De Spoorwegmaatschap heeft daarom de boerderij gekocht om er een rangeerterrein en station te kunnen aanleggen. In 1881 heeft de overheid De Aar, om zijn centrale ligging, gekozen voor een spoorwegkruising tussen de eerste spoorlijn en de andere spoorwegnetwerken verder naar het oosten. Het stadje, wat eerst Brounger-aansluiting genoemd werd, heeft zich van uit het station ontwikkeld. In 1899 hebben twee broers (Isaac en Wulf Friedlander), die bij de spoorwegkruising die een handelsnederzetting en hotel uitbaatten, de boerderij De Aar gekocht. Tijdens de Tweede Boerenoorlog was de spoorwegkruising bij De Aar van grootte strategisch betekenis. Na deze oorlog werd het stadje al snel erkend als gemeente en de eerste burgemeester, Dr Harry Baker, werd in 1907 gekozen. De ontwikkeling van De Aar is hand in hand gegaan met de groei van de spoorwegen en de stoomtreinen.
De elektrificering van de spoorlijn tussen Kaapstad en Johannesburg betekende dat de stoomtreinen werden uitgefaseerd en het heeft voor De Aar een achteruitgang met zich meegebracht.

## Bezienswaardigheden
- Khoisan rotstekeningen op de boerderijen "Nooitgedacht" and "Brandfontein".
- "Herinneringsveld", ter ere van Britse troepen die gesneuveld zijn in de Tweede Boerenoorlog.
- Parapente and zeilvliegen, zijn sporten waar De Aar bekend voor is.
- Natuurreservaat Doornkloof
- Karoo Gariep toezichtsgebied
- Natuurreservaat Rolfontein

## Bekende inwoners
- Olive Schreiner heeft van 1907 tot en met 1913 in De Aar gewoond.